# 大烏帽子山 (みなかみ町)
大烏帽子山（おおえぼしやま）は、群馬県利根郡みなかみ町と新潟県南魚沼市との県境に位置する山で、中央分水界になり、標高1819.5メートルである。利根川源流を囲む山になる。群馬県自然環境保全地域（朝日岳・白毛門山東面）にもなっている。

## 登山ルート
- 白毛門登山口駐車場より、約7時間。
- 残雪期:白毛門駐車場～白毛門～笠ヶ岳～朝日岳より、約9時間。
- 宝川温泉より、約6時間。
- 残雪期:南越後観光バス清水バス停より、清水峠から約7時間[2]。

## 周辺の山々
- 檜倉山・柄沢山・居頭山[3]・米子頭山・栂ノ頭[4]
- 刃物ヶ崎山
- 威守松山[5]
- 割引岳・巻機山・牛ヶ岳
- 朝日岳・笠ヶ岳・白毛門

## 河川
- 利根川
- 登川

## アクセス

### 白毛門登山口駐車場
- 車:関越自動車道水上インターチェンジより、国道291号で約20分。
- 電車:上越線土合駅から徒歩約20分。
- バス:上越新幹線上毛高原駅より、関越交通で約45分。水上駅より約25分[6]。

### 宝川温泉
- 車:関越自動車道水上インターチェンジより、国道291号・群馬県道63号水上片品線で約30分。
- バス:上越新幹線上毛高原駅より、関越交通で約60分。上越線水上駅から、約40分。

### 清水
- 車:関越自動車道塩沢石打インターチェンジより、新潟県道28号塩沢大和線・国道291号を、車で約30分。タクシーでは上越線六日町駅から約20分。
- バス:南越後観光バスで六日町駅から沢口・清水行（1日3本）で約30分。